# Chó Laika Nga-Âu
Chó Laika Nga-Âu (tiếng Anh:Russo-European Laika, còn được gọi là Russko-Evropeĭskaya Láĭka) là tên của một giống chó săn bắt nguồn từ khu vực rừng ở Bắc Âu và Nga, một trong nhiều giống được phát triển từ những con chó Laika thuộc giống chó đuôi cuộn cổ. Bản thân Chó Laika Nga-Âu đã được khởi đầu bằng một chương trình nhân giống bắt đầu vào năm 1944 bởi E. I. Shereshevsky thuộc Viện nghiên cứu công nghiệp săn bắn toàn quốc, tại tỉnh Kalinin (nay là Tver).

## Tiêu chuẩn giống
Chó Laika Nga-Âu được mô tả là có kích thước trung bình, con đực có chiều cao khoảng 54 đến 60 cm (21 đến 24 in) tại các vai và con cái khoảng 52 đến 58 cm (20 đến 23 in). Loài này có đôi tai nhọn và một cái đuôi như hình lưỡi liềm ở phía sau. Tính khí chúng không hung hăng. Màu lông chúng có thể là bất kỳ màu của loại chó đuôi cuộn bình thường nào, nhưng màu đỏ và có các mảng đốm trên chân là không mong muốn

## Tính cách
Đây là một giống chó đầy sức sống trong khoảng thời gian ở ngoài trời. Là một chó săn thường xuyên trợ giúp công việc săn bắn, Chó Laika Nga-Âu sử dụng tiếng kêu của mình để cảnh báo người thợ săn tiến đến con mồi (thường là gấu trúc hoặc sóc). Ngoài ra, chúng có thể sử dụng tiếng kêu của mình một cách tự do trong nhà cũng bởi vì chúng dễ bị kích thích về những thứ đang diễn ra xung quanh. Chó Laika Nga-Âu có một tình yêu mạnh mẽ với gia đình chủ nhân. Sau khi liên kết với họ, chúng có tính lãnh thổ và đóng vai trò là một con chó bảo vệ tuyệt vời. Chúng cực kỳ khoan dung với trẻ em, trừ người lạ hoặc con chó không quen.